# Raul Victor
Raul Victor da Silva Cajazeiras, mais conhecido como Raul Victor ou simplesmente Raul (Fortaleza, 26 de julho de 1981), é um ex-futebolista brasileiro que atuava como meia.

## Títulos
Ceará
- Campeonato Cearense: 1998, 1999

Internacional
- Campeonato Gaúcho: 2004

Fortaleza
- Campeonato Cearense: 2008

Goiás
- Campeonato Goiano: 2009

ASA
- Campeonato Alagoano: 2011

ABC
- Taça Cidade do Natal: 2012

Santa Cruz
- Campeonato Pernambucano: 2013
- Campeonato Brasileiro - Série C: 2013